# Биффл, Джером
Джером Биффл (англ. Jerome Cousins Biffle; 20 марта 1928, Денвер, Колорадо — 4 сентября 2002, Денвер) — американский легкоатлет (прыжок в длину), чемпион летних Олимпийских игр 1952 года в Хельсинки.

## Биография
Биффл учился в средней школе Восточного Денвера, где он выиграл все возможные награды в беге на 100 и 220 ярдов, прыжках в высоту и длину. Он поступил в Университет Денвера, где вскоре стал известен как «команда по лёгкой атлетике в одном лице». Он привёл университетскую команду к победе в розыгрыше Skyline Conference в 1949 году. В 1950 году Биффл завоевал первое место в эстафетах Канзаса, Дрейка и Западного побережья, которые в тот период были известны как «большая тройка» студенческих соревнований по лёгкой атлетике, и выиграл титул чемпиона Национальной ассоциации студенческого спорта (NCAA) в прыжках в длину. В том же году Биффл был назван лучшей звездой студенческих соревнований по лёгкой атлетике. После окончания университета в 1951 году он поступил в армию США. В следующем году он заработал место в олимпийской сборной США и выиграл золотую медаль в своей последней попытке в олимпийском финале, прыгнув на 7,57 метра.
В 1953 году он оставил большой спорт. Позже Биффл стал тренером по лёгкой атлетике и советником по делам молодёжи в Восточном Денвере. Вместе с Мюрреем Хоффманом, доктором медицины (президентом Колорадской кардиологической ассоциации) и Мэрилин Ван Дербур (Мисс Америка 1958 года) он работал с Колорадской кардиологической ассоциацией над созданием одной из первых программ бега трусцой для укрепления сердца. Он умер в Денвере в 2002 году от фиброза лёгких.